# Бурминский сельсовет
Бурминский сельсовет — упразднённое в 2008 году сельское поселение в составе Аскинского района. Объединен с сельским поселением Аскинский сельсовет.
Почтовый индекс — 452880. Код ОКАТО — 80204810000.

## Состав сельсовета
село Новая Бурма — административный центр, деревни (до 2005 года — посёлки) Верхненикольское, Талог, Тюйск. До 2006 года входили деревни Большегордино и Верхний Барак (Закон Республики Башкортостан от 29.12.2006 N 404-з «О внесении изменений в административно-территориальное устройство Республики Башкортостан в связи с объединением, упразднением, изменением статуса населенных пунктов и переносом административных центров»), до 1986 года — посёлок Никольского завода, деревня Старая Бурма (Указ Президиума ВС Башкирской АССР от 12.12.1986 N 6-2/396 «Об исключении из учетных данных некоторых населенных пунктов»).

## История
Закон Республики Башкортостан от 19.11.2008 N 49-з «Об изменениях в административно-территориальном устройстве Республики Башкортостан в связи с объединением отдельных сельсоветов и передачей населённых пунктов», ст.1, п. 4, д) гласил:
 "Внести следующие изменения в административно-территориальное устройство Республики Башкортостан:
 Объединить Аскинский, Бурминский и Куяштырский сельсоветы с сохранением наименования «Аскинский» с административным центром в селе Аскино. Включить село Новая Бурма, деревни Верхненикольское, Талог, Тюйск Бурминского сельсовета, село Куяштыр Куяштырского сельсовета в состав Аскинского сельсовета. 
Утвердить границы Аскинского сельсовета согласно представленной схематической карте. 
Исключить из учётных данных Бурминский, Маталинский и Куяштырский сельсоветы;

## Географическое положение
На 2008 год граничил с муниципальными образованиями: Кубиязовский сельсовет, Аскинский сельсовет, («Закон Республики Башкортостан от 17.12.2004 N 126-з (ред. от 19.11.2008) „О границах, статусе и административных центрах муниципальных образований в Республике Башкортостан“»).